# Five Nights at Freddy’s 3
Five Nights at Freddy’s 3 (с англ. — «Пять ночей у Фредди 3») — независимая компьютерная игра в жанрах point-and-click и survival horror, разработанная и изданная в 2015 году американским игровым дизайнером Скоттом Коутоном. Третья часть во франшизе Five Nights at Freddy’s. Действие игры происходит в тематическом хоррор-аттракционе, основанном на пиццерии «Freddy Fazbear’s Pizza»; главным героем является безымянный охранник, вынужденный защищаться от потрёпанного аниматроника Спрингтрапа, попутно видя галлюцинации аниматроников из предыдущих частей франшизы. Как и в предыдущих частях, игрок должен следить за аниматроником с помощью планшета с камерами наблюдения, одновременно теперь поддерживая дополнительные системы аттракциона, которые периодически отключаются.
Официальный анонс триквела состоялся в январе 2015 года на веб-сайте Скотта Коутона, после чего к игре было выпущено несколько трейлеров и тизеров. Five Nights at Freddy’s 3 была выпущена 2 марта 2015 года на Windows, 6 и 12 марта она была портирована на Android и iOS соответственно. В ноябре 2019 года Five Nights at Freddy’s 3 была портирована на консоли PlayStation 4, Xbox One и Nintendo Switch. Игра получила смешанные отзывы от критиков — её хвалили за переработанную механику игрового процесса, но в качестве недостатков отмечали атмосферу и сюжет. В июле того же года была выпущена Five Nights at Freddy’s 4, а в декабре 2017 года вышло хронологическое продолжение третьей части — Freddy Fazbear’s Pizzeria Simulator.

## Игровой процесс

Скриншот игры, на котором игрок видит Спрингтрапа на одной из камер

Five Nights at Freddy’s 3 представляет собой игру в жанре survival horror с элементами point-and-click. Игрок управляет безымянным ночным охранником, работающим в тематическом хоррор-аттракционе «Fazbear’s Fright: The Horror Attraction», который должен пережить свою смену, длящуюся с 12 часов ночи до 6 часов утра, и не попасться на глаза потрёпанному аниматронику Спрингтрапу, который бродит по зданию и охотится на главного героя.
В отличие от предыдущих двух частей, во Five Nights at Freddy’s 3 персонажа может убить только Спрингтрап — аниматроник, напоминающий кролика. Основные персонажи из предыдущих игр — медведь Фредди,  курица Чика и лис Фокси, а также Марионетка и Мальчик с шариками, в этой игре представлены как «фантомы» и могут лишь напугать игрока.
Как и прежде, персонаж игрока не может ходить и беззащитно сидит один в офисе. Он может использовать планшет с камерами наблюдения для отслеживания Спрингтрапа; камеры охватывают также вентиляцию, и один из её разделов игрок может закрыть для остановки аниматроника. У игрока также есть второй планшет с системами для аттракциона — аудиосигнал, используемый для приманки Спрингтрапа, вентиляция и камеры. Все три системы время от времени выходят из строя, поэтому игрок должен с помощью второго планшета их перезагружать, что делает его уязвимым для атаки. Если вентиляция не работает долгое время, персонаж будет видеть галлюцинации старых аниматроников, а его зрение начнёт ухудшаться.
Если появляется скример «фантомного» аниматроника, персонаж теряет рассудок, а одна из систем выходит из строя. Если Спрингтрап проникает в офис, игра заканчивается. Игра имеет пять уровней, именующихся «ночами». С каждой «ночью» сложность игры повышается. Как только игрок пройдёт пять основных «ночей», в игровом меню появляется звёздочка и открывается доступ к более сложной, шестой «ночи». После прохождения каждых «ночей» игрок проходит мини-игры, стилизованные под проекты на Atari 2600 и раскрывающие предысторию игры.

## Сюжет
Игрок управляет безымянным охранником аттракциона «Fazbear’s Fright: The Horror Attraction», основанного на сети ресторанов «Freddy Fazbear’s Pizza», которая закрылась тридцать лет назад из-за того, что аниматроники после полуночи нападали на всех присутствующих. Игрок становится ночным охранником на неделю перед полноценным открытием аттракциона, а отвечающая за его открытие команда ищет предметы из бывшей пиццерии для выставки. В основном это кассеты, записанные сотрудниками ресторана, которые воспроизводятся в начале последующих ночей. Во вторую ночь персонаж узнаёт, что команда обнаружила изношенного аниматроника Спрингтрапа, похожего на кролика, и, таким образом, главный герой должен не подпускать его в свой офис в течение недели.
В ходе смен в записях будут обсуждать такие темы, как устройство и правила пользования пружинными костюмами аниматроников или безопасные комнаты в пиццерии, которые были доступны только персоналу. Поздними ночами в диктофонных записях рекомендуют не использовать костюмы аниматроника после одного события, приведшего к «множественным одновременным отказам», а в заключительных заметках оповещают о решении запечатать все безопасные комнаты. В перерывах между ночами игрок сыграет в мини-игры — в первых четырёх аниматроников из предыдущих игр уничтожает некий парень фиолетового цвета, который был в мини-играх Five Nights at Freddy’s 2, а в пятой души убитых детей загоняют его в угол, и тот прячется в костюм жёлтого кролика. Находясь внутри, пружинный механизм костюма выходит из строя, и парень в конвульсиях погибает, а души исчезают.
В игре две концовки, выбор которых зависит от того, прошёл ли игрок все мини-игры. После прохождения шестой ночи на экране появится главная полоса некой газеты, в которой написано, что аттракцион сгорел дотла, полиция не нашла улик, а все предметы, которые искала команда, будут распроданы на аукционе. При увеличении яркости экрана на фото в газете можно заметить Спрингтрапа. В хорошей же концовке игроку показывают пустые головы аниматроников.

## Анонс и выход
В январе 2015 года, спустя три месяца после выхода Five Nights at Freddy’s 2, Скотт Коутон на своём веб-сайте опубликовал тизерную фотографию. На электронную почту разработчика была настроена автоматическая система ответа, подтверждающая разработку триквела и просящая фанатов не задавать ему вопросов по будущему проекту. После этого в сети появились дополнительные изображения к игре, а 26 января был выпущен трейлер. 1 марта была выпущена демоверсия игры, а на следующий день третья часть была официально выпущена. 6 и 12 марта игра была портирована на Android и iOS соответственно. 29 ноября 2019 года игра была портирована на консоли PlayStation 4, Xbox One и Nintendo Switch, вместе с первой, второй и четвёртой частями. В октябре следующего года игра стала доступна по подписке Game Pass для Xbox и Windows, а также для Android.

## Отзывы критиков
| Сводный рейтинг    | Сводный рейтинг |
| Агрегатор          | Оценка          |
| ------------------ | --------------- |
| GameRankings       | 73,6 %          |
| Metacritic         | 68/100          |
| Иноязычные издания |                 |
| Издание            | Оценка          |
| Destructoid        | 6,5/10          |
| Nintendo Life      | 5/10            |
| PC Gamer (US)      | 77/100          |
| TouchArcade        | [ 2 ]           |

Согласно сайту-агрегатору Metacritic, ПК-версия Five Nights at Freddy’s 3 получила 68 баллов из 100, что, по критериям сайта, указывает на «смешанные отзывы».
Механика и геймплей были высоко оценены. Омри Петитт из PC Gamer и Ник Роуэн из Destructoid похвалили переработанную систему с добавленным вторым планшетом, полагая, что она более полезна в сравнении с предыдущими  играми. Митч Фогель из Nintendo Life назвал геймплей более простым, чем в предыдущих частях, отметив, что игра «сконцентрирована на навыках». Надя Оксфорд из Gamezebo считала, что игра будет проще, чем её предшественница. Другие критики высоко оценили Спрингтрапа. Роуэн оценила его включение, сказав, что в сочетании с переработанной механикой геймплея это делает триквел «на сегодняшний день технически совершенную и механически удовлетворительную часть». Шон Масгрейв из TouchArcade описал Спрингтрапа как «самого умного и страшного антагониста во франшизе на текущий момент», подчеркнув его непредсказуемость. У Петтита и Фогеля были полярные мнения касаемо сложности игры — Петтит считал, что игра напряжённая и вызывает паранойю, а Фогель же отметил, что триквел с одним аниматроником стал проще.
Атмосфера игры вызвала смешанные чувства у критиков. Петтит написал, что игра выглядит хорошо, похвалил хоррор-аспект со Спрингтрапом, однако отметил, что «фантомным» аниматроникам не хватало их оригинальной личности, и они были повторяющимися. Такое мнение поддержали Роуэн и Фогель. Последний отмечал «ненужность» «фантомных» аниматроников в игре, и посчитал её более слабым аспектом хоррора. Кроме того, критики разделились во мнениях с сюжетом и мини-играх. Роуэн раскритиковал игру за то, что она добавляет «более запутанные нити к сюжету, не предлагая никаких объяснений», а мини-игры, которые необходимы для получения «хорошей» концовки, он назвал «рутинной работой». Оксфорд же напротив посчитал, что Скотт Коутон «доказал свой талант» в написании сюжета и создании персонажей, отметив, что он выбрал «хорошее место для завершения событий», если бы франшиза подошла к концу.
Five Nights at Freddy’s 3 попала в десятку самых популярных игр на YouTube за 2015 год. В сентябре 2023 года сайт GameRant поставил триквел на третье место своего топа лучших игр во франшизе Five Nights at Freddy’s.